# Wright Lower Glacier
Wright Lower Glacier är en glaciär i Antarktis. Den ligger i Östantarktis. Nya Zeeland gör anspråk på området. Wright Lower Glacier ligger 422 meter över havet.
Terrängen runt Wright Lower Glacier är varierad. Trakten är obefolkad. Det finns inga samhällen i närheten.